# سوق الدعيس (حارة)

تعديل مصدري - تعديل

سوق الدعيس هي إحدى حارات حي الظهار بمدينة إب اليمنية، بلغ تعداد سكانها 545 نسمة حسب تعداد اليمن لعام 2004.